# Bni Gmil
Bni Gmil of Ait Gmil (Berbers: ⴰⵢⵜ ⴳⵎⵉⵍ) is de naam van zowel de stam als het stamgebied van de Bni Gmil. Het is gelegen in het noorden van Marokko, in het Rifgebergte. Het ligt in de provincie Al Hoceima. De streek bevindt zich op de taalgrens en wordt bevolkt door Riffijnen die Arabisch spreken. Hun Arabische dialect wordt gekenmerkt door Riffijns-Berberse invloeden. Bni Gmil grenst aan de stammen Bni Boufrah, Mestasa, Zarkat, Targuist en Metiwa.

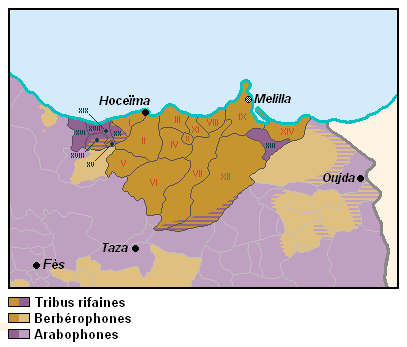
De Ait Gmil worden aangegeven met XVIII.

## Dorpen in Bni Gmil
- Aâchiren
- Abonser
- Aerem
- Anwal
- Azaghar
- Azrontili
- Boekarkoer
- Emmoeloeden
- Gellet
- Iâbdaimen
- Iârassen
- Iberranen
- Ibetoiën
- Ighenzegart
- Ighozif
- Ihwarien
- Ilegan
- Imezuer
- Irrahmoenen
- Ishawien
- Isomar
- Issfoula
- izijanen
- Jaber
- Mazoura
- Sebt
- Tadart
- Talaghiyat
- Tazart
- Tazrout
- Tidmamin
- Tigijer
- Timoeja
- Tiqla
- Titoela
- Tizi
- Tizimoeloed
- Tloeli
- Wahrane
- Waussif